# كالمان آرون
كالمان آرون (بالإنجليزية: Kalman Aron) هو رسام أمريكي، ولد في 14 سبتمبر 1924، وتوفي في 24 فبراير 2018.